# Groene Weeshuis

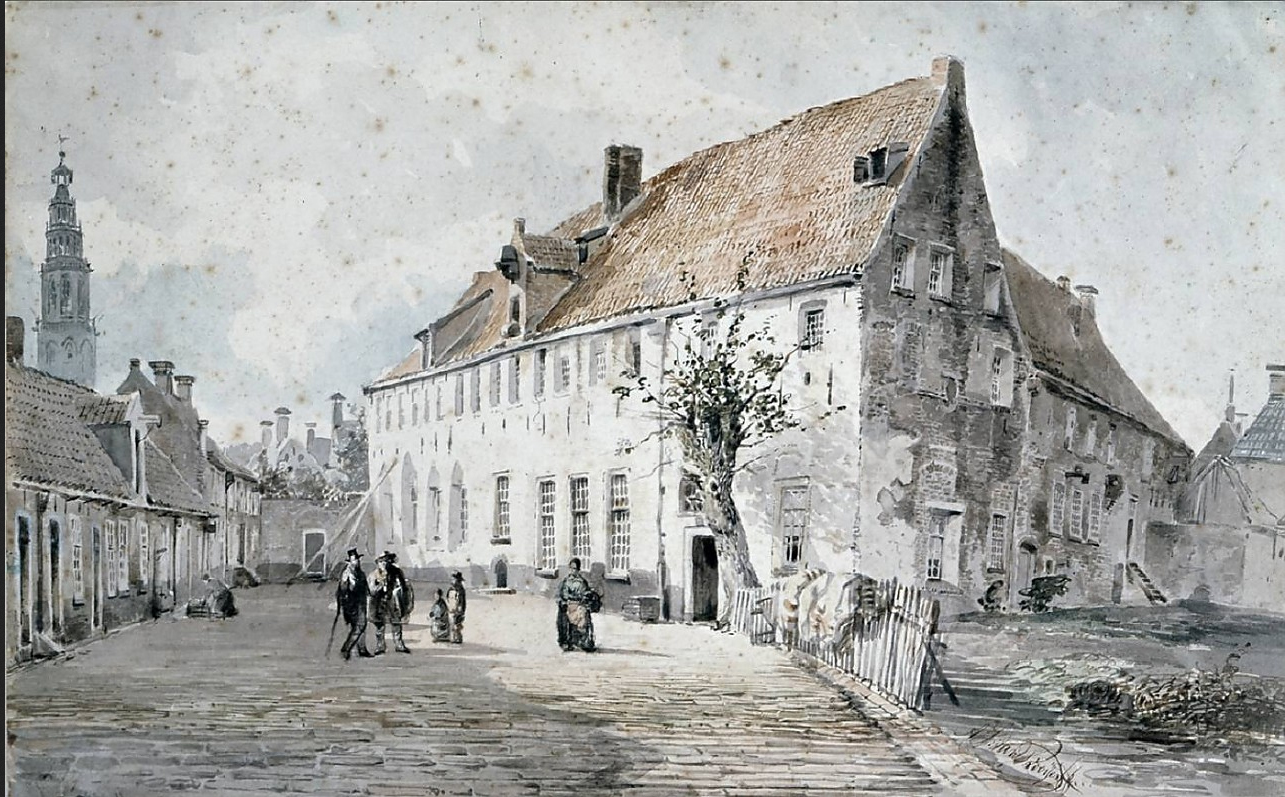
Het Groene Weeshuis in 1858 door Albert Jurardus van Prooijen

Het Groene Weeshuis in de Nederlandse stad Groningen was gevestigd in de gebouwen van het voormalige Jacobijnerklooster aan de Oude Ebbingestraat.

## Geschiedenis

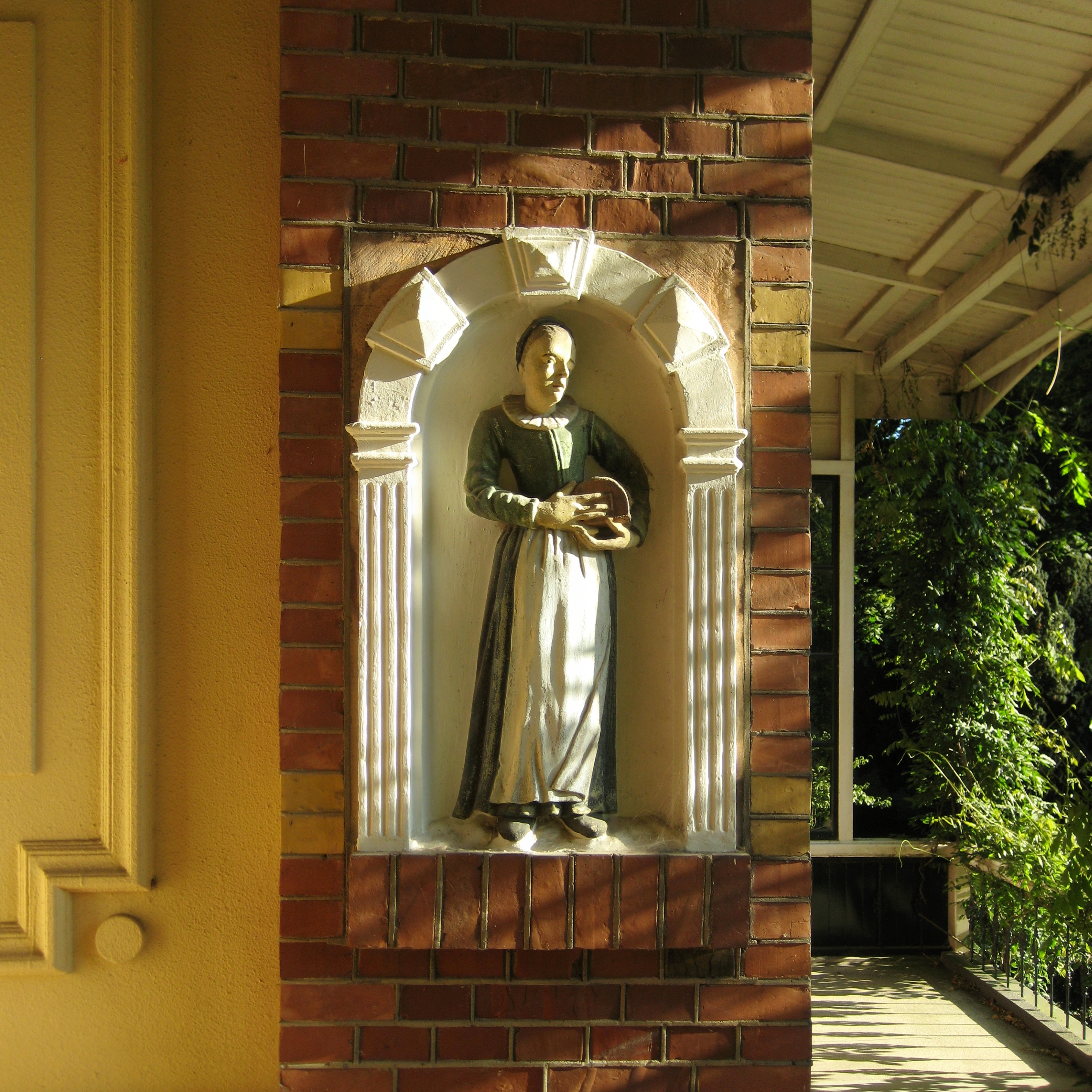
Beeld van een "Groene Wees" bij de ingang van Villa Hilghestede (2012)

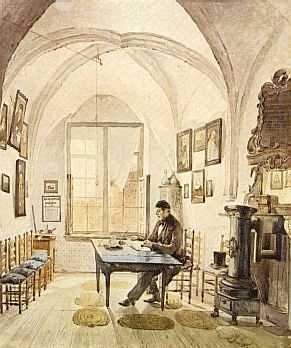
De voogdenkamer in het Groene Weeshuis in 1858 door Albert Jurardus van Prooijen

Het Groene Weeshuis werd in 1621 door de Staten van Groningen gevestigd in het voormalige Jacobijnerklooster aan de Oude Ebbingestraat. In 1660 stonden de Staten van Groningen de Jacobijnerkerk af ten behoeve van een diakonieweeshuis, ook wel het Blauwe Weeshuis genoemd. De kleuren verwijzen naar de klederdracht van de weeskinderen. Zo was er in Groningen ook nog het Rode Weeshuis of burgerweeshuis, waar de burgerwezen opgenomen werden. In 1673 werden het Groene en het Blauwe Weeshuis samengevoegd tot het groene en blaauwe gecombineerde diakenie-kinderhuis. Vanaf 1826 werd de naam het Groene Weeshuis gebruikt. In 1858 werd het oude kloostergebouw vervangen door een nieuw weeshuis op dezelfde plaats.
Het Groene Weeshuis was ook de bakermat van het huidige Universitair Medisch Centrum Groningen. Het allereerste academisch ziekenhuis in Groningen werd in 1797 in dit weeshuis ondergebracht. De bezettende Franse troepen hadden in 1795 het gebouw gevorderd om er hun zieken in onder te brengen. De Groninger hoogleraar Evert Jan Thomassen à Thuessink greep deze gelegenheid aan om er onderwijs te gaan geven. Toen het gebouw in 1797 weer zijn oorspronkelijke bestemming van weeshuis kreeg werd er tevens een universiteitsziekenhuis in ondergebracht. Deze situatie heeft maar kort geduurd, want in 1803 werd het ziekenhuisgedeelte verplaatst naar het voormalige West-Indisch Huis aan de Munnekeholm.
In 1933 werd het gebouw in de binnenstad van Groningen verwisseld voor twee villa's, Hilghe Stede en Pax Sperata, aan de Verlengde Hereweg te Groningen. Het pand aan de Oude Ebbingestraat werd in maart 1934 afgebroken. Na de Tweede Wereldoorlog deed alleen Hilghestede nog dienst als weeshuis. In 1960 werd ook dit gebouw afgestoten. Weeskinderen werden ondergebracht in pleeggezinnen. In 1971 werd het weeshuiswerk definitief beëindigd door de oprichting van de stichting het Groene Weeshuis, die zich bezig ging houden met jeugdwerk in brede zin.

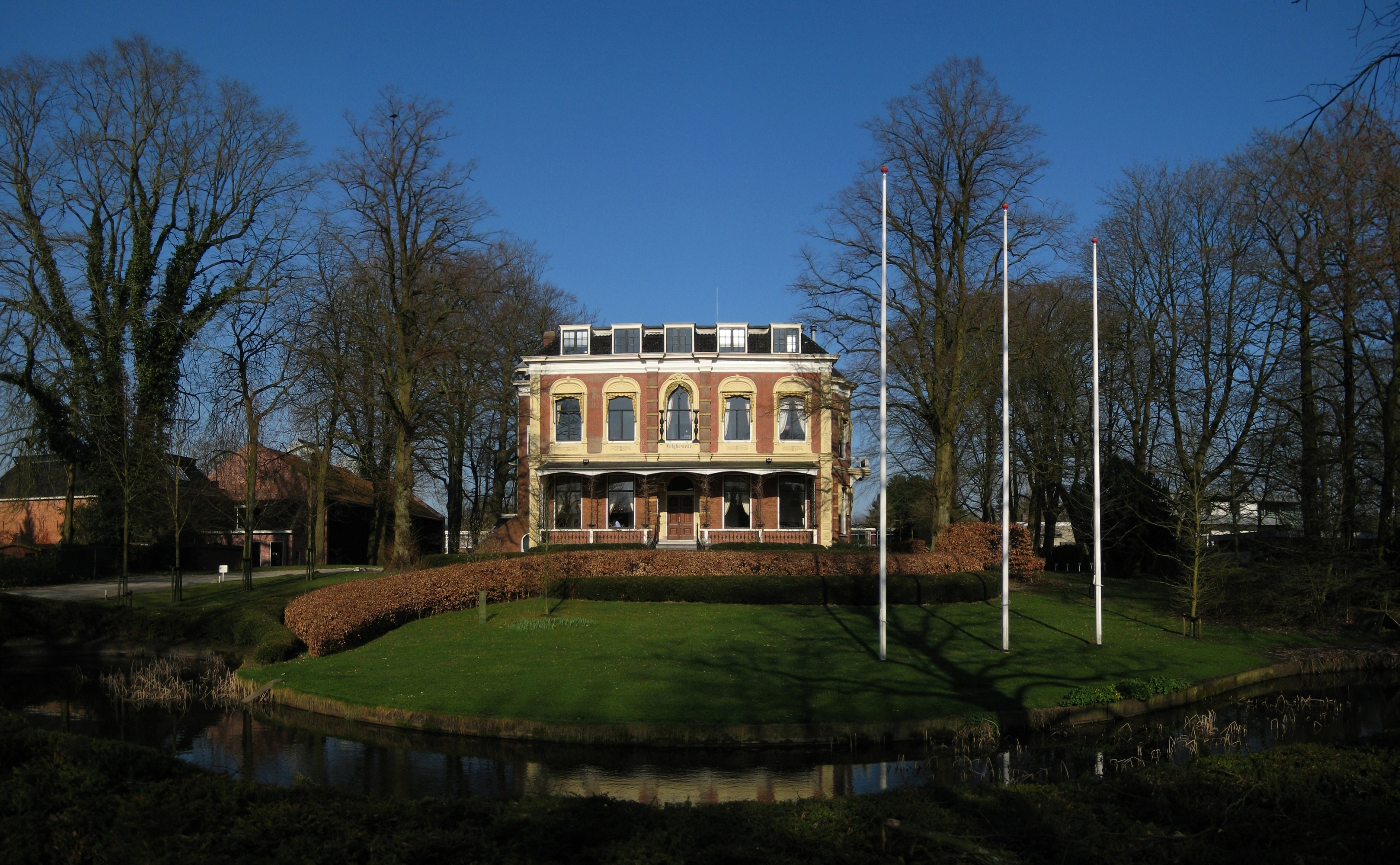
Villa Hilghestede in 2010

## Jan de Rijk
De Groninger beeldsnijder Jan de Rijk, die samen met de Groninger stadsarchitect en schrijnwerker Allert Meijer kerkinterieurs maakte voor diverse Groninger kerken, was van 21 maart 1694 tot 10 december 1701 samen met zijn vrouw Martha Griffet, binnenvader en -moeder van het Groene Weeshuis.

## Theodorus van Swinderen
De Groninger hoogleraar Theodorus van Swinderen schonk het Groene Weeshuis een aanzienlijk legaat. Een monument met zijn buste, gemaakt door de beeldhouwer Johannes Hinderikus Egenberger, ter ere van deze gulle gever heeft in de tuin van het weeshuis gestaan en is meeverhuisd naar de Verlengde Hereweg en is later verplaatst naar het Universiteitsmuseum.